# Молодіжна антиутопія
Молодіжна антиутопія — різновид роману-антиутопії, що з'явився в художній літературі в XX столітті.

## Значення терміна
І. В. Ігнатова пише: «Сам термін „молодіжна антиутопія“ (англомовний термін — young adult dystopian fiction) не є загальновизнаним і усталеним, а використовується, переважно, для каталогізації книг в он-лайн бібліотеках. В основному, цей термін застосовується для позначення книг для підліткової аудиторії (12-18 років), хоча деякі бібліотеки розширюють віковий діапазон читача даного жанру до 21 року: Young-adult fiction (YA) is fiction written for, published for, or marketed to adolescents and young adults, roughly ages 13 to 21, відзначаючи при цьому той факт, що і більшість дорослих людей з цікавістю читають такі книжки».

## Письменники, які працювали в жанрі молодіжної антиутопії
Молодіжна антиутопія або ж молодіжна дистопія почала свою історію в кінці XX — на початку XXI століття. Вважається, що першим твором в цьому жанрі був роман Лоїс Лоурі «Дарувальник» («The Giver»), який вийшов у 1993 році. Прикладами найпопулярніших бестселлерів у жанрі молодіжної дистопії є трилогії «Голодні ігри» («The Hunger Games») Сюзанни Коллінз, «Бігун в лабіринті» («The Maze Runner») Джеймса Дешнера, «Нескорена» («Divergent») Вероніки Рот, «Деліріум» («Delirium») Лорен Олівер.

## Основні ознаки
В процесі розробки понять «антиутопія», «молодіжна антиутопія» дослідники виявляють основні риси і ознаки цих явищ як змістового, так і структурно-композиційного та мовного характеру.
Основними рисами та ознаками антиутопії вважають:
- наявність тоталітарного суспільства з жорстокими методами управління;
- присутність у вигаданому світі антиутопії почуття страху;
- наявність розвиненої в науково-технічному плані цивілізації, що опирається на прикладне, практичне значення передусім технічних наук;
- такі сфери духовної культури як мистецтво, статеві, родинні стосунки або перетворюються на засоби розваг, або жорстко контролюються;
- позбавлення правлячою елітою своїх підданих людських якостей через ідеологічну пропаганду;
- підкорення суспільства правлячою елітою через поширення ідеології споживання;
- присутність у творі героя-бунтаря, що повстає проти тоталітарної системи;
- на відміну від утопії, антиутопія більше пов'язана з дійсністю.

Молодіжна антиутопія має всі ознаки антиутопії. Однак І. В. Ігнатова. виділяє ознаки, які притаманні лише молодіжній антиутопії.

Одною з них є присутність в якості головного героя підлітка або ж молодої людини: 
«Для молодіжних антиутопій характерний головний герой (часто — героїня) — підліток, зазвичай 12-18 річного віку, як і сама цільова аудиторія жанру, який дорослішає в міру розвитку сюжету». Такою героїнею є 16-річна Катніс з «Голодних ігор» С. Коллінз.
Іншою особливістю молодіжної антиутопії є, на думку І. В. Ігнатової, тема зовнішньої краси людини. Причому, «краса важлива лише як засіб маніпуляції людьми».
В молодіжній антиутопії часто герой втрачає близьких. В «Голодних іграх» гине сестра головної героїні. Іноді гине сам головний герой, як в «Дивергенті». Така жертовність в сьогоденні, своєрідна розплата за помилки в теперешнішньому, залишає надію на сприятливе майбутнє.
Окремі ознаки саме молодіжної антиутопії відмічені І. В. Ігнатовою:
- присутність в якості головного героя підлітка або ж молодої людини;
- тема зовнішньої краси людини;
- жертовність в сьогоденні, що залишає надію на сприятливе майбутнє.

В цілому ж молодіжна антиутопія більше схиляється до пригодницького жанру, їй притаманний надто стрімкий розвиток подій, не надто строга логіка зображуваних явищ, в той час як антиутопія часто звертається до філософських, суспільних проблем, тяжіє до класичного художнього твору.
Твори молодіжної антиутопії містять елементи екшену, жанру жахів. Їм притаманні жорстокі сцени боротьби, що часто завершуються смертю персонажів. Герої перебувають в надзвичайно складних умовах життя.